# تشيبني
تشيبني هي قرية في مقاطعة هشترود، إيران. عدد سكان هذه القرية هو 113 في سنة 2006.